# Йохан Фишарт
Йохан Фишарт (на немски: Johann Fischart) е германски поет и сатирик.

## Живот
Йохан Фишарт учи в латинската школа във Вормс, после следва в Тюбингенския университет.
От 1566 г. пътува за Фландрия и Париж. След 1570 г. отново е в Страсбург, където творбите му се публикуват главно от издателството на негов роднина. В Базел получава научната степен доктор по право. От 1581 до 1583 г. Фишарт е адвокат при Имперския камерен съд в Шпайер. През 1583 г. става административен управител във Форбах.

## Творчество
Йохан Фишарт, който първоначално е лутеран, а после става калвинист, пише срещу упадъка на нравите, на папството и йезуитите. Почти всичките му произведения са създадени по предварителен образец, при което поетът често използва кнителферз. Фишарт е майстор на игрословиците – прочути са неговите многобройни новоизмислени думи. Много от творбите му се смятат за пример на груб хумор.
Йохан Фишарт често извършва свободна преработка на вече известни произвдения, например създава в стихове остросатиричен вариант на „Тил Ойленшпигел“. Най-прочутата му творба е свободният и допълнен от него превод на сатиричния роман „Гаргантюа и Пантагрюел“ от Франсоа Рабле под заглавие „Affentheurlich Naupengeheurliche Geschichtklitterung“ (1575).